# Rockwell Arena
O software ARENA é um ambiente gráfico integrado de simulação, que contém todos os recursos para modelagem de processos, desenho & animação, análise estatística e análise de resultados. Ele foi desenvolvido pela empresa Rockwell Automation. É software de Simulação mais utilizado no mundo, com mais de 350.000 usuários, e atualmente está em sua versão 16.0.
Não é necessário escrever nenhuma linha de código no software ARENA, pois todo o processo de criação do modelo de simulação é gráfico e visual, e de maneira integrada, porém há a possibilidade de escrita de código como alternativa ao modo gráfico.
Entre as diversas bibliotecas do programa, existem as bibliotecas "Blocks" e "Elements" que trabalham em conjunto. Cada bloco da biblioteca "Blocks" tem uma função específica (criar e destruir entidades, regras de gestão, mudança de valor de variáveis, simulação de tempo, etc) e estes blocos geralmente têm alguma entidade ou variável associadas que são definidos pela biblioteca "Elements". Após o término da simulação, Arena envia um relário ao usuário com os resultados que ele deseja visualizar.
O software Arena permite a modelagem e simulação de diversos processos. Ele é muito utilizado para a análise de filas, de linhas de produção e também de processos industriais contínuos. Como qualquer software de simulação, ele permite prever o comportamento de algo que não existe no mundo real. Por exemplo, se uma indústria pretende fazer alguma mudança, a utilização do software Arena para modelar e simular a nova situação permite prever o comportamento futuro da usina, permitindo à validação ou mudança do projeto de modificação da indústria.
Arena é compatível com os programas da Microsoft. Isso inclui a leitura e escrita de dados em Microsoft Office Access e Microsoft Office Excel.

## Histórico
Foi lançada em 1982 a primeira versão da linguagem de simulação SIMAN, que foi desenvolvida pela Systems Modelyng Corporation (EUA), inspirada na linguagem GPSS usada em computadores de grande porte. A ideia era inovadora e foi a primeira linguagem específica de simulação destinada a IBM PC compatíveis.
Com o sucesso do software, o SIMAN foi aprimorado e também sua interface, inovando novamente: foi a primeira linguagem de simulação a fazer uso do mouse em sua interface, em uma época anterior ao Windows. 
Em 1990, foi lançado o pacote CINEMA, que, integrado ao SIMAN permitia apresentar uma representação animada e em cores do funcionamento do sistema. Sendo inovadora mais uma vez, sendo a primeira interface do tipo para simulação.
Em 1993, SIMAN e CINEMA evoluiram e foram integrados em um ambiente único de simulação que unia e potencializava seus recursos, o software ARENA. A linguagem SIMAN, através do software ARENA, passou a ser representada em formato gráfico, tornando-se bastante intuitiva e agradável.
Em 1995 foi lançado a versão do software ARENA para Windows 95, sendo a primeira ferramenta de simulação a trabalhar em versão 32 bits, uma tecnologia avançada para a época. No ano seguinte, com a versão 3.0, passou a ser a primeira e única até o momento a receber a certificação “Microsoft Windows Compatible”, integrando a linguagem VBA, que permite acessar ou ser acessada por todos os aplicativos do Microsoft Office e muitos outros.
Com a compra da Systems Modeling pela gigante Rockwell em 2000, o software ARENA recebeu um enorme impulso de desenvolvimento, recebendo um grande investimento e novas versões agregando melhorias que são lançadas em intervalos de tempo cada vez mais curtos. O software ARENA passou a fazer parte da suíte RS BIZWARE, que reúne uma solução integrada e completa para projetar, planejar e gerenciar o chão de fábrica. Assim, o ARENA agora é parte importante da estratégica de atuação da Rockwell Software, braço de software da Rockwell, dentro do segmento de MES (Manufacturing Execution System).

## Vantagens
- Melhorar a visibilidade do efeito de um processo ou mudança do sistema

- Explorar oportunidades de novos procedimentos ou métodos sem interromper o sistema atual

- Diagnosticar e corrigir problemas

- Reduzir ou eliminar gargalos

- Reduzir os custos operacionais

- Melhorar a previsão financeira

- Melhor avaliar os requisitos de hardware e software

- Reduzir os prazos de entrega

- Gerenciar melhor os níveis de estoque, pessoal, sistemas de comunicação e equipamentos

- Aumentar a lucratividade por meio de operações global melhoradas

## Versões de Arena
- Versão básica ou Standard: Versão mais simples de todas. Não contém todas as bibliotecas, permite ao usuário utilizar inúmeros templates, porém sem a possibilidade de criação de templates próprios.
- Versão estudante: Versão gratuita destinada aos estudantes. Não pode ser usada para fins comerciais e tem limitação no número de entidades.
- Versão acadêmica: Versão para uso em universidades. Esta versão é paga, mas o valor é cerca de 10% do valor da versão profissional. Sua limitação é a mesma da versão profissional, porém não pode ser usada para fins comerciais.
- Versão profissional: Versão para fins comerciais. Não possui limitação para o número de entidades, além dos recursos comuns do Standard, é possível ao usuário criar objetos e agrupá-los em templates, distribuindo-os de maneira livre dentro da organização ou ao mercado.